# نارنیا (حشره)
نارنیا (حشره) (نام علمی: Narnia) نام یک سرده از تیره برگ‌پایان است.